# Władysław Grotyński
Władysław Grotyński (16. října 1945, Arciszewo - 28. června 2002, Varšava) byl polský fotbalový brankář.

## Fotbalová kariéra
Začínal v týmu Mazur Karczew. V polské nejvyšší soutěži hrál za Legii Warszawa, se kterou získal dvakrát mistrovský titul a jednou polský fotbalový pohár. V polské lize chytal ve 187 utkáních. V Poháru mistrů evropských zemí nastoupil ve 13 utkáních, v Poháru vítězů pohárů nastoupil v 3 utkáních a ve Veletržním poháru nastoupil v 6 utkáních. Za reprezentaci Polska nastoupil v letech 1970-1971 ve 4 utkáních. Jeho kariéru v Legii ukončil „dolarový skandál“, kdy během zájezdu do Rotterdamu na zápas s Feyenoordem společně s Januszem Żmijewskim propašovali do Polska dolary. Šel na dva roky do vězení a Legia jako vojenský klub si nemohla dovolit udržet hráče, který byl trestán a tak po propuštění z vězení přestoupil do Zagłębie Sosnowiec. Kariéru končil v týmu Mazur Karczew.

## Ligová bilance
| Ročník                | Zápasy | Góly | Klub               |
| --------------------- | ------ | ---- | ------------------ |
| Ekstraklasa 1964/1965 | 12     | 0    | Legia Warszawa     |
| Ekstraklasa 1965/1966 | 17     | 0    | Legia Warszawa     |
| Ekstraklasa 1966/1967 | 26     | 0    | Legia Warszawa     |
| Ekstraklasa 1967/1968 | 26     | 0    | Legia Warszawa     |
| Ekstraklasa 1968/1969 | 25     | 0    | Legia Warszawa     |
| Ekstraklasa 1969/1970 | 25     | 0    | Legia Warszawa     |
| Ekstraklasa 1970/1971 | 17     | 0    | Legia Warszawa     |
| Ekstraklasa 1973/1974 | 15     | 0    | Zagłębie Sosnowiec |
| Ekstraklasa 1974/1975 | 23     | 0    | Zagłębie Sosnowiec |
| CELKEM 1. polská liga | 187    | 0    |                    |